# Inka Parei
Inka Parei (ur. 1967 we Frankfurcie) – niemiecka pisarka. Studiowała socjologię, politologię, sinologię i germanistykę. Jako autorka powieści zadebiutowała w 1999 książką Die Schattenboxerin, wyróżnioną Nagrodą Promocyjną im. Hansa Ericha Nossacka. Kolejna powieść, Was Dunkelheit war (Czym była ciemność), została w 2003 uhonorowana Nagrodą im. Ingeborg Bachmann. Obecnie pisarka jest mieszkanką Berlina.